# Pimoa crispa
Pimoa crispa är en spindelart som först beskrevs av Fage 1946.  Pimoa crispa ingår i släktet Pimoa och familjen Pimoidae. Inga underarter finns listade i Catalogue of Life.